# QUESTION No.6
QUESTION No.6（クエスチョン ナンバーシックス）は、日本のイラストレーター。海外ドラマ『ドクター・フー』や『SHERLOCK（シャーロック）』のコミックスにて複数の表紙を手がける。

## 主な作品

### 書籍
- 『DOCTOR WHO: NINTH DOCTOR 』#1（Titan Comics）表紙
- 『DOCTOR WHO: TENTH DOCTOR』 #2.6（Titan Comics）表紙
- 『DOCTOR WHO: ELEVENTH DOCTOR』 #2.6（Titan Comics）表紙
- 『DOCTOR WHO: TWELFTH DOCTOR』 #2.2（Titan Comics）表紙
- 『SHERLOCK: A STUDY IN PINK』 #1 （Titan Comics）表紙
- 『SHERLOCK: A STUDY IN PINK 』#3（Titan Comics）表紙
- 『DOCTOR WHO: NINTH DOCTOR』 #1.8 （Titan Comics）表紙
- 『DOCTOR WHO: TENTH DOCTOR』 #2.16（Titan Comics）表紙
- 『DOCTOR WHO: ELEVENTH DOCTOR』 #3.1（Titan Comics）表紙
- 『DOCTOR WHO: TWELFTH DOCTOR』 #2.13（Titan Comics）表紙
- 『SHERLOCK: THE BLIND BANKER』 #3（Titan Comics）表紙
- 『映画秘宝EX 最強ミステリ映画決定戦』（洋泉社）表紙、挿絵
- M・J・カーター『紳士と猟犬』高山真由美 訳（早川書房）装画
- レイ・ペリー『ガイコツと探偵をする方法』木下淳子 訳（東京創元社）装画
- 『Cupcake & Astronaut』（Alternative Comics）オリジナル作品
- 『アドベンチャー・タイム フィオナ＆ケイク』（フェーズシックス）コンテンツギャラリー
- レイ・ペリー『ガイコツは眠らず捜査する』木下淳子 訳（東京創元社）装画
- 『中学1年生からの脱出 (謎解き×5教科攻略)』『中学2年生からの脱出 (謎解き×5教科攻略) 』（学研プラス）表紙、挿絵
- Pen+(ペン・プラス)『海外ドラマが面白い。』（CCCメディアハウス）表紙、挿絵
- サマンサ・ダウニング『殺人記念日』『とむらい家族旅行』唐木田みゆき 訳（早川書房）装画

### 広告
- ブリティッシュ・カウンシル英会話スクール
- 八木橋百貨店
- 新日本フィルハーモニー交響楽団
- Hulu

### アニメーション作品
- 『サバになったクマ』（テレビ埼玉）キャラクターデザイン・原画　※『たまたま』番組内アニメ
- 「アサルトリリィ BOUQUET」（シャフト）素材イラスト
- 「連盟空軍航空魔法音楽隊ルミナスウィッチーズ」（シャフト）素材イラスト
- 「GOALS（ゴールズ）」（NHK Eテレ）キャラクターデザイン・原画・ロゴデザイン ※『ニャンちゅう!宇宙!放送チュー!』番組内アニメ

### 連載
- 『海外ドラマboard』『映画board』（AXNジャパン）
- 『月刊ニュータイプ』「伊藤智彦のはりねずみ日記」※挿絵のみ（KADOKAWA）

### その他
- 『水曜どうでしょう DODESYO CARAVAN 2018』メインビジュアル・ロゴデザイン
- 「佐久間宣行のオールナイトニッポン0(ZERO)」 （ニッポン放送）番組ステッカー
- 「三四郎のオールナイトニッポン」（ニッポン放送）番組グッズ
- 「赤もみじの借金パンラジオ」「ヒコロヒーのストロベリーワンピース」「囲碁将棋の情熱スリーポイント」（GERA）番組ステッカー
- 佐武宇綺（9nine）イベントグッズ

また、オリジナルのイラストレーション「女子の言いワケ展」を起用した雑貨がクローズ・ピン、丸天産業（ラウンドトップ）より発売されている。

## 出演

### ラジオ
- アフター6ジャンクション（2022年1月18日、TBSラジオ）[1]

1. ↑  “英ドラマ『ドクター・フー』の熱烈ファンすぎてオフィシャル仕事を勝ち取ったイラストレーターの話が神回【QUESTION No.6】 | トピックス”. TBSラジオ FM90.5 + AM954～何かが始まる音がする～. 2022年2月1日閲覧。